# Liriomyza nietzkei
Liriomyza nietzkei este o specie de muște din genul Liriomyza, familia Agromyzidae, descrisă de Spencer în anul 1973.
Este endemică în Germania. Conform Catalogue of Life specia Liriomyza nietzkei nu are subspecii cunoscute.